# Productiviteit (economie)

Vergelijking van gemiddelde arbeidsproductiviteit tussen de OESO lidstaten. De productiviteit wordt gemeten als het BBP per gewerkt uur. Blauwe balken = hoger dan OESO-gemiddelde, gele balken = lager dan gemiddeld

Productiviteit is in de economie de relatie tussen de efficiëntie en de effectiviteit waarmee een organisatie of een hele economie de productiemiddelen (offers) om weet te zetten in resultaat. 

## Berekening
Productiviteit kan worden uitgedrukt als het quotiënt van het resultaat en de offers (P = R / O). De productiviteit van een fietsenfabriek kan bijvoorbeeld worden weergegeven door het aantal fietsen (Resultaat) dat per arbeidsuur (Offer) wordt gemaakt.

## Ontwikkeling
Ontwikkelingen in de productiviteit kunnen het gevolg zijn van het verschuiven van de verhouding tussen kapitaal en arbeid. Door additionele investeringen in kapitaalgoederen, bijvoorbeeld in informatietechnologie, kan de arbeidsproductiviteit toenemen. Een werknemer kan dan per uur een hoger resultaat (output) genereren.
Anderzijds kan door een forse toename van banen aan de onderkant van de arbeidsmarkt de gemiddelde arbeidsproductiviteit afnemen.

## Invloed
De productiviteit is dan ook van grote invloed op de totale economische groei. Een stijging van de werkloosheid met 5% zegt niets over de economische groei als de productiviteit tegelijk met 10% stijgt. Om die reden worden productiviteitscijfers door macro-economen nauw gevolgd.
Tijdens de internethype aan het eind van de twintigste eeuw waren sommige economen ervan overtuigd geraakt dat de nieuwe revolutie in informatietechnologie er toe zou leiden dat de arbeidsproductiviteit continu zou blijven toenemen. Dit effect werd zo sterk geschat dat het de tot dan toe geldende cyclische perioden van groei en krimp zou overvleugelen, waardoor een permanent groeiende economie zou ontstaan. De wereldwijde recessie die na het einde van de internethype ontstond, toonde aan dat deze veronderstelling, in ieder geval tijdelijk, onjuist was.